# Sankt Nicolai kyrka, Lidköping
För andra betydelser, se Sankt Nicolai kyrka.

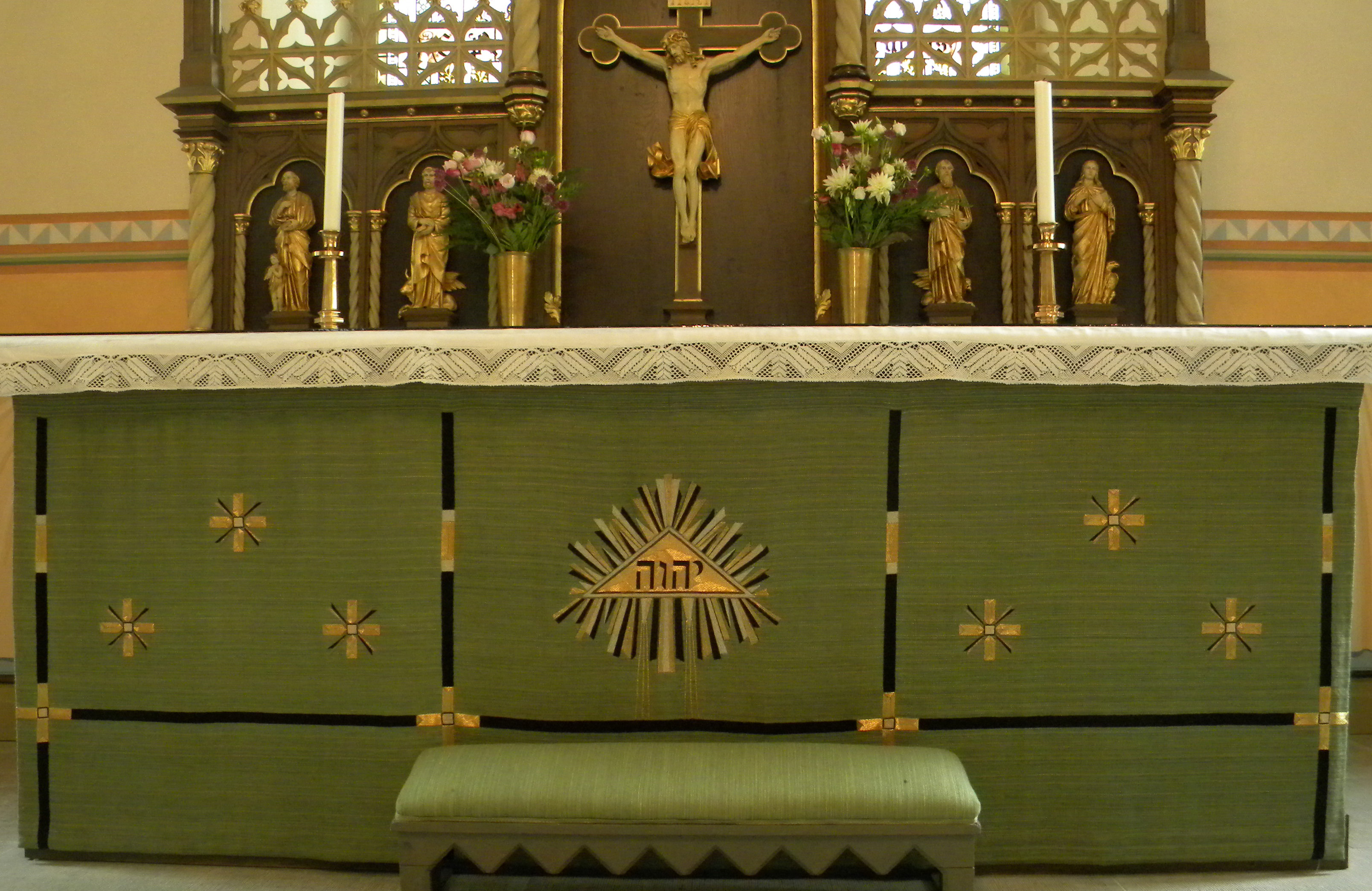
Antependium med tetragrammet JHWH.

Sankt Nicolai kyrka är en kyrkobyggnad som tillhör Lidköpings församling i Skara stift. Den är belägen i centrum öster om Lidan vid Hamngatan i centralorten i Lidköpings kommun.

## Kyrkobyggnaden
Kyrkans äldsta delar är långhus och kor som troligen uppfördes under slutet av 1400-talet. Åren 1677 till 1695 genomfördes en stor ombyggnad då ett kyrktorn byggdes i väster och korsarmar tillkom i norr och söder. 1849 utbröt en brand som raserade tornet, yttertaket, västra mittskeppsvalvet och tvärskeppsvalven. Åren 1849 till 1853 restaurerades kyrkan som då fick mycket av sin nuvarande utformning.

## Historia
Kyrkans namn härrör från sjöfararnas och handelsmännens skyddshelgon, S:t Nicolaus. Lidköpings läge vid Vänern och vid en medeltida handelsplats gör att man kan ana att här mycket tidigt funnits en kyrka. Staden har sina äldsta kända stadsprivilegier från 1446 och dagens kyrka har murrester från denna tid. Några av dessa stenar är synliga framme vid ingången till Mariakapellet som iordningställdes i kyrkans södra korsarm vid senaste renoveringen 1995. Det är främst två händelser i stadens historia som präglat kyrkan; De la gardie-tiden och stadsbranden 1849.
I vapenhuset har konstnären Sven-Bertil Svensson utfört en bild av biskop S:t Nicolaus som gett namn åt kyrkan, där denne välsignar var och en som träder in i kyrkan. S:t Nicolaus gav goda gåvor till de människor han mötte och har därför blivit urbilden för den som vi alla känner som den rödklädde tomten, eller S:t Claus. Den röda dräkten är i själva verket martyriets färg. Nicolaus vittnade med sitt liv om Kristus - alla goda gåvors Herre.
Det har funnits en kyrka mycket tidigare, rester finns från 1400-talets senare del, och även fragment av en gravkista av Husabytyp från 1100-talet har påträffats, vilket tyder på att en kyrka funnits på samma plats redan tidigare.
Under 1600-talets senare hälft, byggdes S:t Nicolai kyrka om under den tid Jonas Rudberus var prost i Lidköping. En man som var mycket intresserad av orgelbyggeri och kyrkomusik, vilket resulterade i att kyrkan anpassades till ett rum för musikutövande. Det breda mittskeppet med de höga valven, orgelläktaren i väster och de båda musikläktarna i främre delen av kyrkan bildar en enhet. Jonas Rudberus bekostade en orgel som med sina 43 stämmor var en av landets största orglar. Detta var under De la Gardies tid, och enligt en "förordning" 1671 åtog sig De la Gardie att förse S:t Nicolai kyrka med västtorn, sakristia, välvning i det inre och "till ett annat och sirligare skick bringa." Till det nya tornet göts två kyrkklockor av Johan Meyer i Stockholm.
År 1680 fullbordades koret och sakristian med förhus som murades upp. Arbetet låg sedan nere till 1688 då bygget återupptogs för att vara klart 1695. I samband med det förhöjdes tornet och försågs med en tornhuv med Klara kyrka i Stockholm som förebild. År 1794 slår blixten ned i kyrktornet som till stor del förstörs och tornet kortas ca 20 m. 1827-1929 förses kyrkan återigen med tornhuv med lanternin av byggmästare Per Söderberg, Tunhem.
Vid stadsbranden 1849, då större delen av Gamla staden ödelades, drabbades även kyrkan. Tornet antändes och dess övre del med klockorna störtade ned och förstördes, varvid västra valvet i långhuset skadades. Hela taket brann av och dess beläggning av kopparplåt smälte. Likaså föll tvärskeppens valv samman. Större delen av inventarierna förstördes.
Att den svårt skadade kyrkobyggnaden skulle repareras var helt klart, och redan samma år hade fortifikationslöjtnant och arkitekt Hjalmar Wijnblad ritningarna klara. Arbetet leddes av byggmästaren och arkitekten Fredrik Oppman, densamme som ritat det lilla nygotiska kapellet på Norra begravningsplatsen. Eftersom Wijnblad snart nog försvann ur bilden, överläts arbetet helt på Oppman. Kyrkan återuppbyggdes 1850-1853. 1853 avvek även Oppman från sitt uppdrag och ansvaret överläts på Helgo Zettervall, född och bosatt i Lidköping, som slutförde arbetet.
22 augusti 1867 beslöts vid en kyrkostämma att låta inrätta en mekanik för klockringningen. Detta på grund av att de svängande klockorna orsakade sprickor i valv och murar. Urfabrikören N. Malmberg från Stockholm fick uppdraget med sitt patent. Kostnaden var 925 rdr. Mekaniken kunde skötas av två man för alla tre klockorna. 1 oktober 1868 skulle arbetet var färdigt.
1891-92 anlitades på nytt Helgo Zettervall och kyrkan fick då ny fast inredning såsom altaruppsats, altarring, dopfunt, läktarbröstning i väster, predikstol samt nummertavla, allt med en nygotisk karaktär. Glasmålningar föreställande Jesaja, Jeremia, Hesekiel och Daniel samt apostlarna Petrus och Paulus sattes i korfönstren. I valven målades schablonmönster efter arkitekt August Lindgrens skisser.
Sprickbildningar i murarna gjorde att kyrkan under slutet av 1920-talet samt mitten av 1930-talet genomgick en omfattande reparation, och i samband med det övermålades så gott som alla schablonmålningar. Takbeläggningen i järnplåt ersattes med kopparplåt.
Den senaste renoveringen skedde 1994-1995. Färgsättningen är varm med en grön färgton och snickeridetaljer i rött, blått och guld. Schablonmålad dekor i valven har nyskapats av Sven-Bertil Svensson efter gammalt mönster och han har också utfört draperimålningar i koret och Mariakapellet. Mariakapellet, som har samma takhöjd som kyrkorummet utanför, kom till i samband med den senaste renoveringen. Där finns plats för 20-25 personer och används till mindre vigslar och dop. Där har Sven-Bertil Svensson dekorerat samtliga fönster, bl.a. med en Mariabild i glasmosaik som altartavla, där en tidigare dörröppning fanns. En kororgel med 17 stämmor, byggdes av Smedmans orgelbyggeri, Lidköping, och den kan man med sina dubbla spelbord spelas både från kyrkorummet och från Mariakapellet. Kapellet inbjuder till bön och stillhet med sina speciella kombination av ljus och rymd. Här finns möjlighet att stanna till och tända ljus.
Kyrkogården utanför kyrkan fungerade som begravningsplats för Lidköping fram till 1849, då Norra begravningsplatsen invigdes och begravningar utanför S:t Nicolai kyrka upphörde och kyrkogården omvandlades till engelsk park.

## Inventarier
Bland kyrkans inventarier kan nämnas en brudkrona i förgyllt silver med infattade bergkristaller och kläppar av ametist. Den skänktes av kyrkoherde A G Fogdegård 1939 och får lånas utan kostnad efter kontakt med församlingskansliet.

### Klockor
I tornet finns idag tre klockor: storklockan från 1891 och mellanklockan från 1895 — båda gjutna i Stockholm av Johan Bergman i Stockholm. Storklockan är omgjuten efter branden och var ursprungligen gjuten 1514 av Busse Jacobsson och hade en latinsk inskrift, som i översättning lyder: Herrens år 1514 på hösten göts denna klocka till S. Nicolai och Sveriges rikes heliga skyddspatroners ära av mäster Busse. Jesus Marie son vare här. Lillklockan är gjuten av C. A. Norling, Jönköping, 1852. Storklockans diameter ligger på omkring 170 centimeter och är störst i Skara stift. Mellanklockans diameter är på 137 cm medans Lillklockans diameter ligger på 112 cm.

### Orglar
- Orgeln som är placerad på läktaren i väster byggdes ursprungligen 1858 av Anders Vilhelm Lindgren, Stockholm, bekostad av Mamsell Liedbeck i Lidköping med 20 000 rdr,[3] av vilka fem stämmor finns bevarade och ingår i dagens orgel. Den stumma fasaden är från samma tid och ritad av Fredrik Wilhelm Scholander. Pipverket ombyggdes och utökades genomgripande 1902 av Carl Axel Härngren i Lidköping. Den senaste renoveringen utfördes 1977 av Smedmans Orgelbyggeri. Instrumentet har 34 stämmor fördelade på tre manualer och pedal.[4]
- Det finns även en orgel i den södra korsarmen som tillverkades 1995 av Smedmans Orgelbyggeri. Stilen är postmodern och instrumentet har sjutton stämmor fördelade på två manualer och pedal.[5]

## Aktivitet
Under året är kyrkan öppen varje onsdag 11.00-14.00 och under sommaren hålls S:t Nicolai kyrka öppen under 9 veckor. Vardagar kl. 12.00-18.00 och lördagar kl. 10.00-14.00, samt söndagar vid gudstjänst och musik.

## Bilder

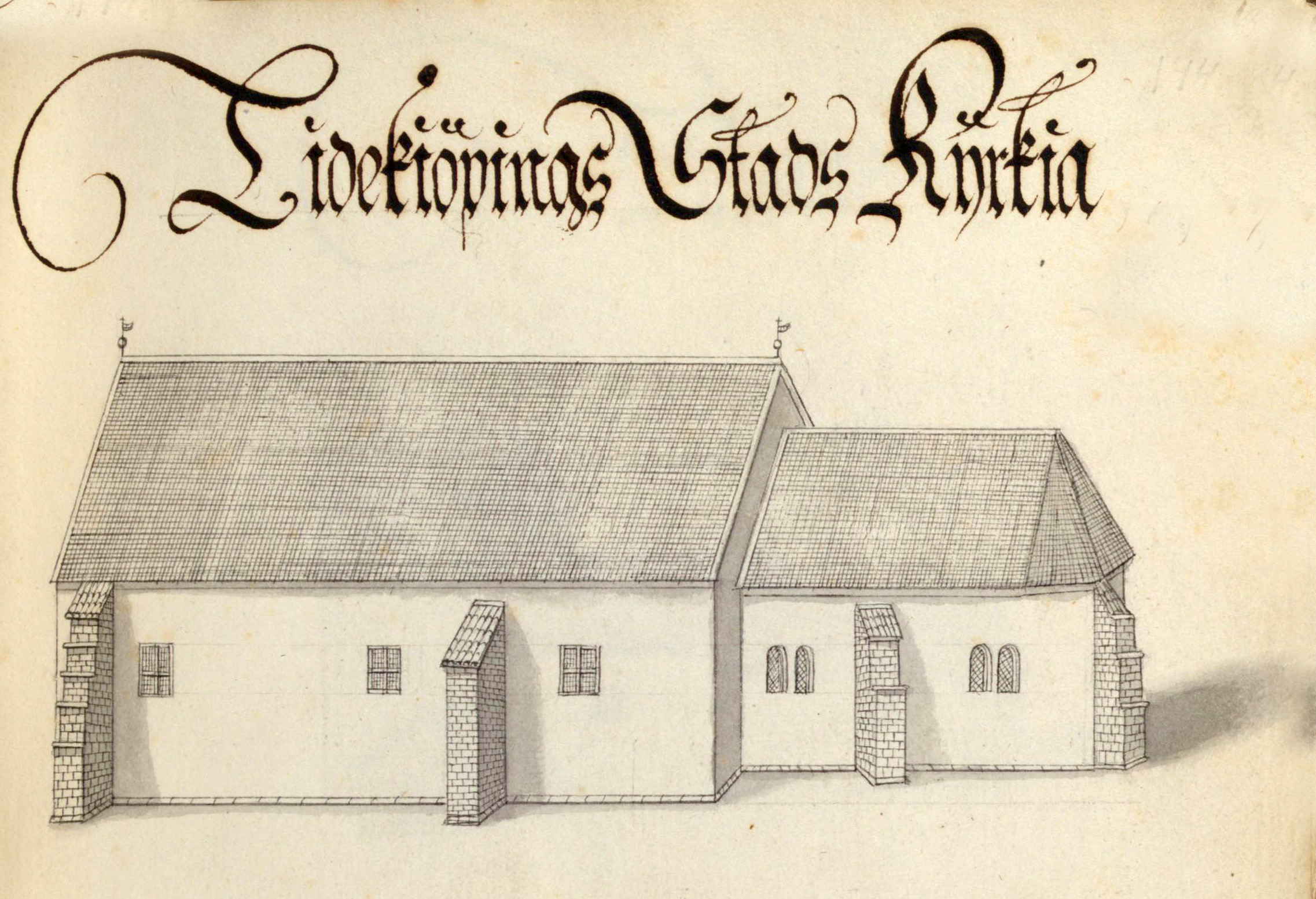
Kyrkan på teckning omkring 1670.
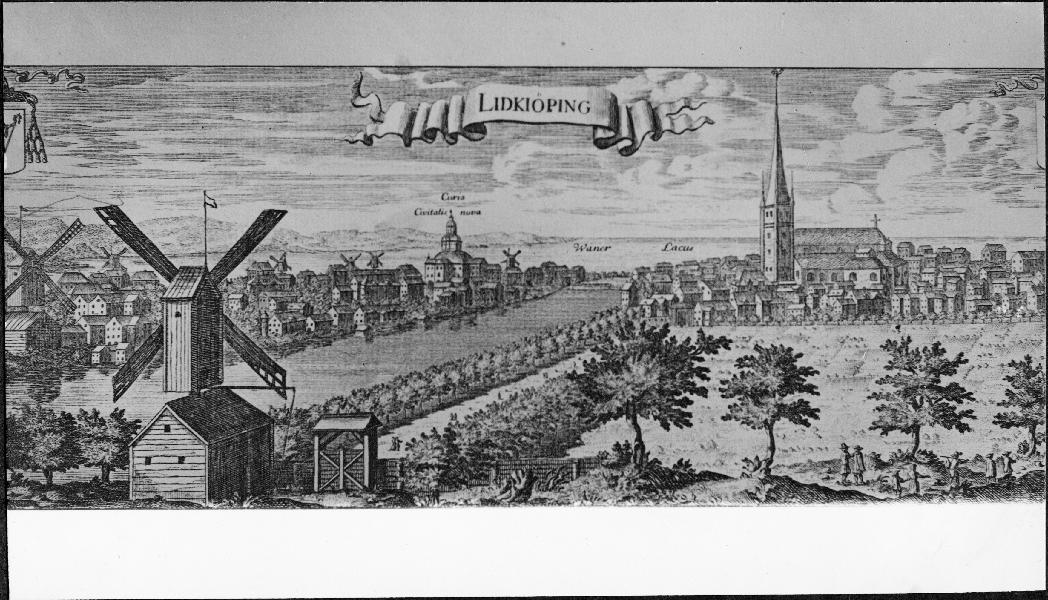
Kyrkan, efter 1673-1693 års restaurering. Kopia ur Suecia antiqua et hodierna.
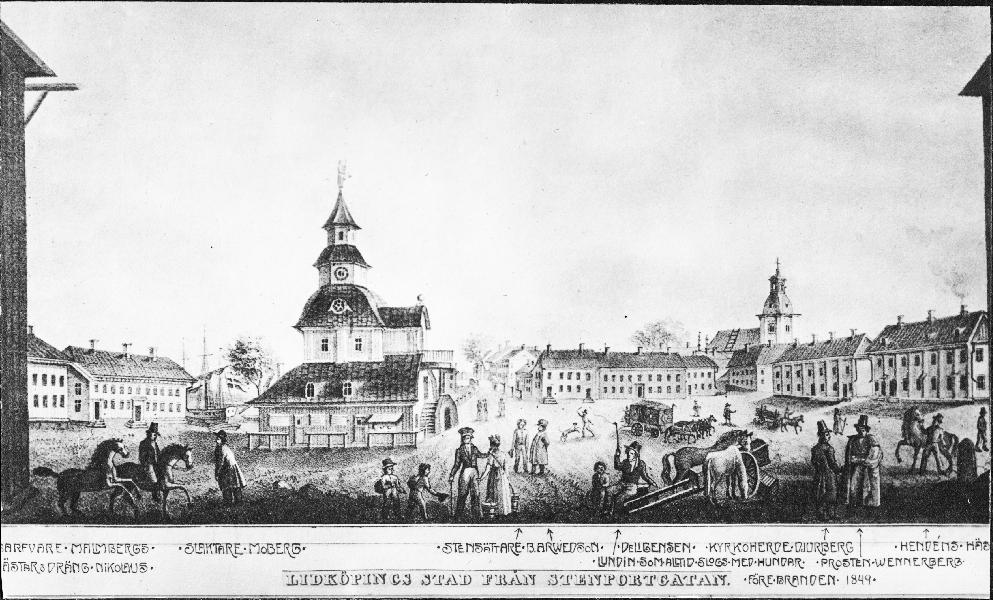
Kyrkan, till höger bakom husen, efter 1827 års ombyggnad.
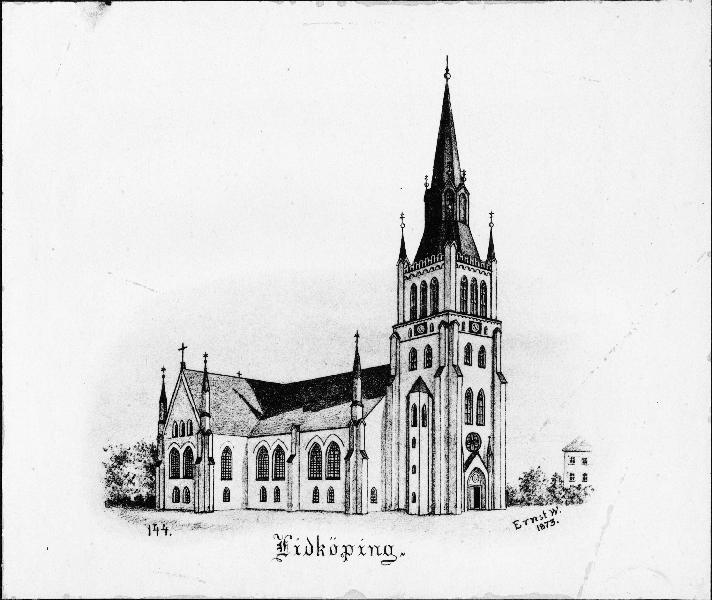
Kyrkan på teckning från 1873.
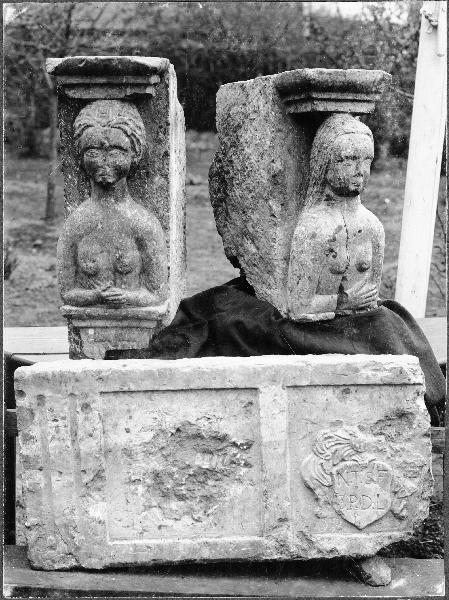
Fragment av stenskulpturer.
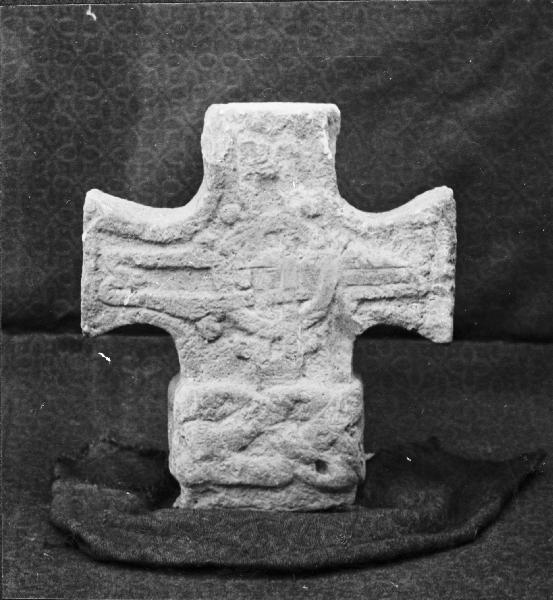
Sandstenskors som utgjort gavelsten till romansk gravkista. Påträffades 1927.